# Emancipation
Emancipation betegner en bestræbelse på at opnå frigørelse fra en afhængighedstilstand og/eller at opnå politiske rettigheder eller ligestilling, ofte til en bestemt gruppe som kvinder, jøder, slaver og fattige.
Ordet emancipation stammer fra det latinske udtryk "ex manus capere" og har betydningen "løsrivelse og frigørelse fra undertrykkelse eller afhængighed" .
Karl Marx talte i 1844 for politisk frigørelse i sit essay "Om det jødiske spørgsmål". Marx' syn på den politiske frigørelse blev sammenfattet: "lige status for de enkelte borgere i forhold til staten, lighed for loven, uanset religion, ejendom, eller andre" private "kendetegn for den enkelte." 
Søren Kierkegaard beskæftigede sig samtidigt med kvinders og jøders emancipation. Mathilde Fibiger kæmpede for kvindernes frigørelse og ligestilling idet hun ikke mente at mændene havde ret til at undertrykke dem. 
"Politisk emancipation" er udbredt i akademiske og aktivistiske sammenhænge. Borgerrettighedsbevægelsen i USA kulminerede i 1965 i realiseringen af Emancipationserklæringen 100 år efter afskaffelsen af slaveriet i 1865. I Vestindien fejres Emancipation Day for at markere afslutningen af  slavehandel over Atlanten.